# Cremolino
Cremolino är en ort och kommun i provinsen Alessandria i regionen Piemonte i Italien. Kommunen hade 1 068 invånare (2018).